# Morbatoh
Morbatoh is een bestuurslaag in het regentschap Sampang van de provincie Oost-Java, Indonesië. Morbatoh telt 4346 inwoners (volkstelling 2010).